# Megaselia ungulata
Megaselia ungulata är en tvåvingeart som beskrevs av Robinson 1981. Megaselia ungulata ingår i släktet Megaselia och familjen puckelflugor. Inga underarter finns listade i Catalogue of Life.